# 1950年モナコグランプリ
座標: 北緯43度44分4.74秒 東経7度25分16.8秒 / 北緯43.7346500度 東経7.421333度
1950年モナコグランプリ (XI Grand Prix Automobile de Monaco) は、1950年のF1世界選手権第2戦として、1950年5月21日にモンテカルロ市街地コースで開催された。レースはポールポジションからスタートしたアルファロメオのファン・マヌエル・ファンジオが優勝し、フェラーリのアルベルト・アスカリが2位、マセラティのルイ・シロンが3位となった。

## レース概要
木曜日と土曜日の予選セッションの後に、シャルル・ポジー、イブ・ジロー・カバントゥ、ピエール・ルヴェー、クレメント・ビオンデッティはスタートしなかった。スターティング・グリッドは3台と2台の交互の列から形成され、最前列3台から始まり8列目は2台となった。前2列、1番手から5番手まで木曜予選セッションの速いドライバーが並び、残る16のグリッドは土曜のセッションの順となった。このため、ルイジ・ヴィッロレージは2番手タイムを出したにもかかわらず、6位スタートすることとなった。
プラクティスのアクシデントのため、実際にはアルフレッド・ピアンはスタートしなかった。もう1人のノンスターターはピーター・ホワイトヘッドであった。
1周目、タバココーナーは港からの波で水浸しになっており、2位走行中のジュゼッペ・ファリーナがスピン、クラッシュ。ファリーナに続くドライバーは混乱を避けなければならず、19台中8台以上が巻き込まれる多重クラッシュが発生した。ただし、負傷者は出なかった。この事故によってマシンを傷めていたフロイラン・ゴンザレスはファンジオに続いて2位を走行していたが、2周目にクラッシュ、炎上。ゴンザレスはやけどを負った。事故によって後退したフェラーリのルイジ・ヴィッロレージは、追撃するもリタイアに終わる。結局レースは始めから終わりまでアルファロメオを駆るファン・マヌエル・ファンジオが支配し、世界選手権における初勝利を挙げた。
因みにハリー・シェルの駆ったクーパーは、F1選手権において最初のリアエンジン車である。

## エントリーリスト
| No       | ドライバー                       | チーム                                   | コンストラクター     | シャシー                  | エンジン                         | タイヤ |
| -------- | -------------------------------- | ---------------------------------------- | -------------------- | ------------------------- | -------------------------------- | ------ |
| 2        | フロイラン・ゴンザレス           | スクーデリア・アキッレ・バルツィ         | マセラティ           | マセラティ・4CLT-48       | マセラティ 4 CL 1.5 L4s          | P      |
| 4        | アルフレッド・ピアン             | スクーデリア・アキッレ・バルツィ         | マセラティ           | マセラティ・4CLT-50       | マセラティ 4 CL 1.5 L4s          | P      |
| 6        | ジョニー・クレエ                 | エキュリー・ベルゲ                       | タルボ・ラーゴ       | タルボ・ラーゴ・T26C      | タルボ 23CV 4.5 L6               | D      |
| 8        | ハリー・シェル                   | ホーシェル・レーシング・コーポレーション | クーパー             | クーパー・T12             | JAP 1.1 V2                       | D      |
| 10       | ロベール・マンヅォン             | エキップ・ゴルディーニ                   | シムカ・ゴルディーニ | シムカ・ゴルディーニ・T15 | シムカ・ゴルディーニ 15C 1.5 L4s | E      |
| 12       | モーリス・トランティニアン       | エキップ・ゴルディーニ                   | シムカ・ゴルディーニ | シムカ・ゴルディーニ・T15 | シムカ・ゴルディーニ 15C 1.5 L4s | E      |
| 14       | フィリップ・エタンセラン         | フィリップ・エタンセラン                 | タルボ・ラーゴ       | タルボ・ラーゴ・T26C      | タルボ 23CV 4.5 L6               | D      |
| 16       | ルイ・ロジェ                     | エキュリー・ロジェ                       | タルボ・ラーゴ       | タルボ・ラーゴ・T26C      | タルボ 23CV 4.5 L6               | D      |
| 18       | シャルル・ポジー                 | エキュリー・ロジェ                       | タルボ・ラーゴ       | タルボ・ラーゴ・T26C      | タルボ 23CV 4.5 L6               | D      |
| 20       | イブ・ジロー・カバントゥ         | オートモビルズ・タルボ＝ダラック         | タルボ・ラーゴ       | タルボ・ラーゴ・T26C      | タルボ 23CV 4.5 L6               | D      |
| 22       | ピエール・ルヴェー               | ピエール・ルヴェー                       | タルボ・ラーゴ       | タルボ・ラーゴ・T26C      | タルボ 23CV 4.5 L6               | D      |
| 24       | カス・ハリソン                   | カス・ハリソン                           | ERA                  | ERA B                     | ERA 1.5 L6s                      | D      |
| 26       | ボブ・ジェラード                 | ボブ・ジェラード                         | ERA                  | ERA A                     | ERA 1.5 L6s                      | D      |
| 28       | ピーター・ホワイトヘッド         | ピーター・ホワイトヘッド                 | フェラーリ           | フェラーリ・125           | フェラーリ 125 F1 1.5 V12s       | D      |
| 32       | ジュゼッペ・ファリーナ           | アルファロメオ SpA                       | アルファロメオ       | アルファロメオ・158       | アルファロメオ 159 LBC 1.5 L8s   | P      |
| 34       | ファン・マヌエル・ファンジオ     | アルファロメオ SpA                       | アルファロメオ       | アルファロメオ・158       | アルファロメオ 159 LBC 1.5 L8s   | P      |
| 36       | ルイジ・ファジオーリ             | アルファロメオ SpA                       | アルファロメオ       | アルファロメオ・158       | アルファロメオ 159 LBC 1.5 L8s   | P      |
| 38       | ルイジ・ヴィッロレージ           | スクーデリア・フェラーリ                 | フェラーリ           | フェラーリ・125           | フェラーリ 125 F1 1.5 V12s       | P      |
| 40       | アルベルト・アスカリ             | スクーデリア・フェラーリ                 | フェラーリ           | フェラーリ・125           | フェラーリ 125 F1 1.5 V12s       | P      |
| 42       | レイモンド・ソマー               | スクーデリア・フェラーリ                 | フェラーリ           | フェラーリ・125           | フェラーリ 125 F1 1.5 V12s       | P      |
| 44       | フランコ・ロル                   | オフィシーネ・アルフィエリ・マセラティ   | マセラティ           | マセラティ・4CLT-48       | マセラティ 4 CL 1.5 L4s          | P      |
| 46       | クレメント・ビオンデッティ       | スクーデリア・ミラノ                     | マセラティ           | マセラティ・4CLT-50       | マセラティ 4 CL 1.5 L4s          | P      |
| 48       | ルイ・シロン                     | オフィシーネ・アルフィエリ・マセラティ   | マセラティ           | マセラティ・4CLT-48       | マセラティ 4 CL 1.5 L4s          | P      |
| 50       | プリンス・ビラ                   | エンリコ・プラーテ                       | マセラティ           | マセラティ・4CLT-48       | マセラティ 4 CL 1.5 L4s          | P      |
| 52       | トゥーロ・デ・グラッフェンリート | エンリコ・プラーテ                       | マセラティ           | マセラティ・4CLT-48       | マセラティ 4 CL 1.5 L4s          | P      |
| 54       | アンドレ・シモン1                | エキップ・ゴルディーニ                   | シムカ・ゴルディーニ | シムカ・ゴルディーニ・T15 | シムカ・ゴルディーニ 15C 1.5 L4s | E      |
| Sources: |                                  |                                          |                      |                           |                                  |        |

^1 - イベント前にエントリーをキャンセルした。

## 予選
| 順位 | No | ドライバー                       | チーム         | ラップタイム | 差     |
| ---- | -- | -------------------------------- | -------------- | ------------ | ------ |
| 1    | 34 | ファン・マヌエル・ファンジオ     | アルファロメオ | 1:50.2       | -      |
| 2    | 32 | ジュゼッペ・ファリーナ           | アルファロメオ | 1:52.8       | + 2.6  |
| 3    | 2  | フロイラン・ゴンザレス           | マセラティ     | 1:53.7       | + 3.5  |
| 4    | 14 | フィリップ・エタンセラン         | タルボ・ラーゴ | 1:54.1       | + 3.9  |
| 5    | 36 | ルイジ・ファジオーリ             | アルファロメオ | 1:54.2       | + 4.0  |
| 6    | 38 | ルイジ・ヴィッロレージ           | フェラーリ     | 1:52.3       | + 2.1  |
| 7    | 40 | アルベルト・アスカリ             | フェラーリ     | 1:53.8       | + 3.6  |
| 8    | 48 | ルイ・シロン                     | マセラティ     | 1:56.3       | + 6.1  |
| 9    | 42 | レイモンド・ソマー               | フェラーリ     | 1:56.6       | + 6.4  |
| 10   | 16 | ルイ・ロジェ                     | タルボ・ラーゴ | 1:57.7       | + 7.5  |
| 11   | 10 | ロベール・マンヅォン             | ゴルディーニ   | 2:00.4       | + 10.2 |
| 12   | 52 | トゥーロ・デ・グラッフェンリード | マセラティ     | 2:00.7       | + 10.5 |
| 13   | 12 | モーリス・トランティニアン       | ゴルディーニ   | 2:01.4       | + 11.2 |
| 14   | 24 | カス・ハリソン                   | ERA            | 2:01.6       | + 11.4 |
| 15   | 50 | プリンス・ビラ                   | マセラティ     | 2:02.2       | + 12.0 |
| 16   | 26 | ボブ・ジェラード                 | ERA            | 2:03.4       | + 13.2 |
| 17   | 44 | フランコ・ロル                   | マセラティ     | 2:04.5       | + 14.3 |
| 18   | 4  | アルフレッド・ピアン             | マセラティ     | No time      | -      |
| 19   | 6  | ジョニー・クレエ                 | タルボ・ラーゴ | 2:12.0       | + 21.8 |
| 20   | 8  | ハリー・シェル                   | クーパー       | No time      | -      |
| 21   | 28 | ピーター・ホワイトヘッド         | フェラーリ     | No time      | -      |

## 決勝
| 順位 | No | ドライバー                       | チーム         | 周回 | タイム/リタイア原因          | グリッド | ポイント |
| ---- | -- | -------------------------------- | -------------- | ---- | ---------------------------- | -------- | -------- |
| 1    | 34 | ファン・マヌエル・ファンジオ     | アルファロメオ | 100  | 3:13:18.7                    | 1        | 9        |
| 2    | 40 | アルベルト・アスカリ             | フェラーリ     | 99   | + 1 Lap                      | 7        | 6        |
| 3    | 48 | ルイ・シロン                     | マセラティ     | 98   | + 2 Laps                     | 8        | 4        |
| 4    | 42 | レイモンド・ソマー               | フェラーリ     | 97   | + 3 Laps                     | 9        | 3        |
| 5    | 50 | プリンス・ビラ                   | マセラティ     | 95   | + 5 Laps                     | 15       | 2        |
| 6    | 26 | ボブ・ジェラード                 | ERA            | 94   | + 6 Laps                     | 16       |          |
| 7    | 6  | ジョニー・クレエ                 | タルボ・ラーゴ | 94   | + 6 Laps                     | 19       |          |
| Ret  | 38 | ルイジ・ヴィッロレージ           | フェラーリ     | 63   | 後輪車軸                     | 6        |          |
| Ret  | 14 | フィリップ・エタンセラン         | タルボ・ラーゴ | 38   | オイル漏れ                   | 4        |          |
| Ret  | 2  | フロイラン・ゴンザレス           | マセラティ     | 1    | アクシデント                 | 3        |          |
| Ret  | 32 | ジュゼッペ・ファリーナ           | アルファロメオ | 0    | アクシデント                 | 2        |          |
| Ret  | 36 | ルイジ・ファジオーリ             | アルファロメオ | 0    | アクシデント                 | 5        |          |
| Ret  | 16 | ルイ・ロジェ                     | タルボ・ラーゴ | 0    | アクシデント                 | 10       |          |
| Ret  | 10 | ロベール・マンヅォン             | ゴルディーニ   | 0    | アクシデント                 | 11       |          |
| Ret  | 52 | トゥーロ・デ・グラッフェンリード | マセラティ     | 0    | アクシデント                 | 12       |          |
| Ret  | 12 | モーリス・トランティニアン       | ゴルディーニ   | 0    | アクシデント                 | 13       |          |
| Ret  | 24 | カス・ハリソン                   | ERA            | 0    | アクシデント                 | 14       |          |
| Ret  | 44 | フランコ・ロル                   | マセラティ     | 0    | アクシデント                 | 17       |          |
| Ret  | 8  | ハリー・シェル                   | クーパー       | 0    | 衝突                         | 20       |          |
| DNS  | 28 | ピーター・ホワイトヘッド         | フェラーリ     |      | エンジン                     | 21       |          |
| DNS  | 4  | アルフレッド・ピアン             | マセラティ     |      | プラクティスでのアクシデント | 18       |          |

*Ret:リタイア、DNS:出走せず

## 記録
- ポールポジション: ファン・マヌエル・ファンジオ - 1'50.2
- ファステストラップ: ファン・マヌエル・ファンジオ - 1'51.0
- ラップリーダー:
  - ファン・マヌエル・ファンジオ (1-100周目)

## 第2戦終了時点でのランキング
|    | 順位 | ドライバー                   | ポイント |
| -- | ---- | ---------------------------- | -------- |
|    | 1    | ジュゼッペ・ファリーナ       | 9        |
| 11 | 2    | ファン・マヌエル・ファンジオ | 9        |
| 1  | 3    | ルイジ・ファジオーリ         | 6        |
| 18 | 4    | アルベルト・アスカリ         | 6        |
| 8  | 5    | ルイ・シロン                 | 4        |

- 注：トップ5のみ表示。ベスト4戦のみがカウントされる。

## 参照
1. ↑  “1950 Monaco Grand Prix - Race Entries”.   manipef1.com. 2012年5月9日時点のオリジナルよりアーカイブ。2013年11月14日閲覧。
2. ↑  “1950 Monaco GP - Entry List”.   chicanef1.com. 2013年11月14日閲覧。
3. ↑  “Monaco 1950 - Result”.   statsf1.com. 2013年11月14日閲覧。

Unless otherwise indicated, all race results are taken from “The Official Formula 1 website”. 2007年6月5日閲覧。
Further information taken from “silhouet.com”. 2013年4月16日閲覧。
| 前戦 1950年イギリスグランプリ | FIA F1世界選手権 1950年シーズン | 次戦 1950年インディ500          |
|                               | モナコグランプリ                | 次回開催 1951年モナコグランプリ |